# Stammisar
Stammisar är en svensk drama-romantikfilm från 2022 i regi av Måns Nyman efter ett manus av Nyman och Kristoffer Malmsten.
Filmen hade biopremiär i Sverige den 2 september 2022, utgiven av TriArt Film.

## Handling
Filmen utspelar sig i ett varmt sommarstockholm som är världens singeltätaste huvudstad där olika personer försöker hantera sin vardag och sina kärleksliv.

## Rollista
- Sofia Kappel
- Alexander Salzberger – Dino
- Joel Spira – Gabbe
- Tyra Olin – Elin
- Carla Sehn – Stella
- Helmon Solomon – Natasha
- Roshana Hoss – Lui
- Arman Cho – Ben
- Ellen Bökman – Mira
- Mona Masrour – Freja
- Odin Romanus – Kevin
- Nathalie Missaoui – Sonja
- Linda Pira – Bella
- Nils Svennem-Lundberg – Jasse
- Parham Pazooki – Oliver
- Ayan Jamal – Belinda
- Khalil Ghazal – Krille
- Jacques Karlberg – Sammy
- Julia Sporre – Emelie
- Segen Tesfai – Sarah
- Paul Habra – korvgubbe

## Produktion
Kristoffer Malmsten som skrev manus till filmen skrev också manus till kortfilmen Sonjas grill från 2019 som Stammisar är en uppföljare till. Precis som i Sonjas grill är dialogen skriven på rim.